# Municipio de Rutland (Kansas)
El municipio de Rutland (en inglés, Rutland Township) es un municipio del condado de Montgomery, Kansas, Estados Unidos. Tiene una población estimada, a mediados de 2021, de 262 habitantes.
Abarca una zona exclusivamente rural.

## Geografía
Está ubicado en las coordenadas 37°11′25″N 95°52′59″O / 37.19028, -95.88306. Según la Oficina del Censo de los Estados Unidos, tiene una superficie total de 186.44 km², de la cual 184.51 km² corresponden a tierra firme y 1.93 km² están cubiertos de agua.

## Demografía
Según el censo de 2020, en ese momento había 299 personas residiendo en la zona. La densidad de población era de 1.62 hab./km². El 83.28 % de los habitantes eran blancos, el 4.01 % eran amerindios, el 1.34 % eran de otras razas y el 11.37 % eran de una mezcla de razas. Del total de la población, el 1.34 % eran hispanos o latinos de cualquier raza.